# Campeonato Mundial de Voleibol Masculino Sub-21 de 2015
El XVIII Campeonato Mundial de Voleibol Masculino Sub-21 de 2015 se celebró en México del 11 de septiembre al 20 de septiembre de 2015. Fue organizado por la Federación Internacional de Voleibol. El campeonato se jugó en la subsede de Tijuana/Mexicali.

## Proceso de clasificación
| Confederación | Método de Clasificación                | Fecha                      | Lugar        | Cupos | Equipo                                            |  |
| ------------- | -------------------------------------- | -------------------------- | ------------ | ----- | ------------------------------------------------- |  |
| FIVB          | Sede                                   | 30 de octubre              | Lausana      | 1     | México                                            |  |
| NORCECA       | Campeonato NORCECA Sub-21 de 2014      | 29 de julio - 3 de agosto  | San Salvador | 2     | Cuba Canadá                                       |  |
| CSV           | Campeonato Sudamericano Sub-21 de 2014 | 27-31 de agosto            | Saquarema    | 2     | Brasil Argentina                                  |  |
| AVC           | Campeonato Asiático Sub-21 de 2014     | 17-25 octubre              | Manama       | 2     | Irán China                                        |  |
| CAVB          | Campeonato Africano Sub-21 de 2015     | 26 de febrero - 1 de marzo | El Cairo     | 1     | Egipto                                            |  |
| CEV           | Campeonato Europeo Sub-21 de 2015      | 15-17 de mayo              | Belchatow    | 1     | Polonia                                           |  |
| CEV           | Campeonato Europeo Sub-21 de 2015      | 15-17 de mayo              | Nova Gorica  | 1     | Eslovenia                                         |  |
| FIVB          | Ranking                                | enero de 2015              | Lausana      | 6     | Rusia Italia Francia Turquía Estados Unidos Japón |  |
| Total         | Total                                  | Total                      | Total        | 16    |                                                   |  |

## Organización

### Formato de competición
El torneo se desarrolla dividido en tres rondas.
En la primera ronda las 16 selecciones fueron repartidas en 4 grupos de 4 equipos, en cada grupo se jugó con un sistema de todos contra todos y los equipos fueron clasificados de acuerdo a los siguientes criterios:
1. Partidos ganados.
2. Puntos obtenidos, los cuales son otorgados de la siguiente manera:
  - Partido con resultado final 3-0 o 3-1: 3 puntos al ganador y 0 puntos al perdedor.
  - Partido con resultado final 3-2: 3 puntos al ganador y 1 punto al perdedor.
3. Proporción entre los sets ganados y los sets perdidos (Sets ratio).
4. Proporción entre los puntos ganados y los puntos perdidos (Puntos ratio).
5. Si el empate en puntos ratio persiste entre dos equipos se le da prioridad al equipo que haya ganado el último partido entre los equipos implicados.
6. Si el empate en puntos ratio es entre tres o más equipos se elabora una nueva clasificación tomando en consideración solo los partidos jugados entre los equipos implicados.

Al finalizar los partidos de la primera ronda y de acuerdo a la ubicación obtenida en su respectivo grupo cada una de las 16 selecciones pasaron a conformar uno de los cuatro grupos de la siguiente ronda. 
En la segunda ronda, los dos primeros lugares de cada grupo en la primera ronda fueron distribuidos en dos grupos (E y F) de cuatro equipos, por otro lado, los dos últimos lugares de cada grupo de la primera fase también fueron distribuidos en dos grupos (G y H) de cuatro equipos. Los cuatro grupos de la segunda ronda se jugaron con el mismo sistema de la fase anterior y los equipos fueron clasificados bajo los mismos criterios.
La distribución de los equipos en los grupos de la segunda ronda fue de la siguiente manera:
- Grupo E: 1.° del grupo A, 2.° del grupo B, 1.° del grupo C y 2.° del grupo D
- Grupo F: 1.° del grupo B, 2.° del grupo A, 1.° del grupo D y 2.° del grupo C
- Grupo G: 3.° del grupo A, 4.° del grupo B, 3.° del grupo C y 4.° del grupo D
- Grupo H: 3.° del grupo B, 4.° del grupo A, 3.° del grupo D y 4.° del grupo C

Al finalizar los partidos de la segunda ronda y de acuerdo a la ubicación obtenida en su respectivo grupo los equipos de los grupos G y H pasaron a disputar los partidos de clasificación del noveno al decimosexto lugar mientras que los equipos de los grupos E y F disputaron los partidos de clasificación del primer al octavo lugar en la siguiente ronda.
En la ronda final los dos últimos lugares de los grupos G y H disputaron los play-offs para definir los puestos 13.° al 16.° y los primeros lugares de ambos grupos para determinar los puestos 9.° al 12°. Los dos últimos lugares de los grupos E y F disputaron los play-offs para definir los puestos 5.° al 8.°, finalmente, los primeros dos lugares de los grupos E y F definieron los puestos 1.° al 4.° mediante play-offs consistentes en semifinales con los perdedores jugando el partido por el tercer lugar y los ganadores disputando la final, partido en el cual se determina al campeón del torneo.
Todos los play-offs de clasificación se jugaron bajo el mismo sistema usado en la definición de los primeros cuatro puestos.

## Equipos participantes

### Conformación de los grupos
| Grupo A                                  | Grupo B                                | Grupo C                | Grupo D                        |
| ---------------------------------------- | -------------------------------------- | ---------------------- | ------------------------------ |
| México (Anfitrión) Turquía Canadá Egipto | Rusia Argentina Polonia Estados Unidos | Brasil China Irán Cuba | Italia Eslovenia Francia Japón |

## Resultados

### Primera ronda
– Clasificado a la Segunda ronda-Grupo E.      – Clasificado a la Segunda ronda-Grupo F.      – Clasificado a la Segunda ronda-Grupo G.      – Clasificado a la Segunda ronda-Grupo H.

#### Grupo A
| Pos. | Equipo  | Partidos | Partidos | Partidos | Pts. | Sets | Sets | Sets  | Puntos | Puntos | Puntos |
| Pos. | Equipo  | PJ       | PG       | PP       | Pts. | SG   | SP   | Ratio | PG     | PP     | Ratio  |
| ---- | ------- | -------- | -------- | -------- | ---- | ---- | ---- | ----- | ------ | ------ | ------ |
| 1    | Turquía | 3        | 3        | 0        | 9    | 9    | 1    | 9.000 | 247    | 198    | 1.247  |
| 2    | Canadá  | 3        | 2        | 1        | 5    | 7    | 5    | 1.400 | 282    | 254    | 1.110  |
| 3    | México  | 3        | 1        | 2        | 3    | 3    | 6    | 0.500 | 181    | 210    | 0.861  |
| 4    | Egipto  | 3        | 0        | 3        | 1    | 2    | 9    | 0.222 | 226    | 274    | 0.824  |

| Fecha            | Hora  | Equipo 1 | Res. | Equipo 2 | Set 1 | Set 2 | Set 3 | Set 4 | Set 5 | Total   | Reporte |
| ---------------- | ----- | -------- | ---- | -------- | ----- | ----- | ----- | ----- | ----- | ------- | ------- |
| 11 de septiembre | 13:00 | Turquía  | 3–1  | Canadá   | 17-25 | 25-22 | 25-22 | 25-19 | -     | 92–88   | P2      |
| 11 de septiembre | 21:00 | México   | 3–0  | Egipto   | 25-17 | 25-23 | 25-20 | -     | -     | 75–60   | P2      |
| 12 de septiembre | 13:00 | Egipto   | 2–3  | Canadá   | 32-30 | 26-24 | 19-25 | 19-25 | 9-15  | 105–119 | P2      |
| 12 de septiembre | 20:00 | México   | 0–3  | Turquía  | 16-25 | 19-25 | 14-25 | -     | -     | 49–75   | P2      |
| 13 de septiembre | 13:00 | Turquía  | 3–0  | Egipto   | 30-28 | 25-15 | 25-18 | -     | -     | 80–61   | P2      |
| 13 de septiembre | 20:00 | Canadá   | 3–0  | México   | 25-17 | 25-20 | 25-20 | -     | -     | 75–57   | P2      |

#### Grupo B
| Pos. | Equipo         | Partidos | Partidos | Partidos | Pts. | Sets | Sets | Sets  | Puntos | Puntos | Puntos |
| Pos. | Equipo         | PJ       | PG       | PP       | Pts. | SG   | SP   | DS    | PG     | PP     | DP     |
| ---- | -------------- | -------- | -------- | -------- | ---- | ---- | ---- | ----- | ------ | ------ | ------ |
| 1    | Rusia          | 3        | 3        | 0        | 9    | 9    | 0    | MAX   | 226    | 177    | 1.276  |
| 2    | Argentina      | 3        | 2        | 1        | 5    | 6    | 6    | 1.000 | 268    | 278    | 0.964  |
| 3    | Polonia        | 3        | 1        | 2        | 3    | 4    | 6    | 0.666 | 241    | 230    | 1.047  |
| 4    | Estados Unidos | 3        | 0        | 3        | 1    | 2    | 9    | 0.222 | 208    | 258    | 0.806  |

| Fecha            | Hora  | Equipo 1       | Res. | Equipo 2       | Set 1 | Set 2 | Set 3 | Set 4 | Set 5 | Total   | Reporte |
| ---------------- | ----- | -------------- | ---- | -------------- | ----- | ----- | ----- | ----- | ----- | ------- | ------- |
| 11 de septiembre | 15:00 | Rusia          | 3–0  | Polonia        | 25-20 | 25-23 | 26-24 | -     | -     | 76–67   | P2      |
| 11 de septiembre | 18:00 | Argentina      | 3–2  | Estados Unidos | 25-21 | 25-23 | 21-25 | 22-25 | 15-10 | 108–104 | P2      |
| 12 de septiembre | 15:00 | Polonia        | 3–0  | Estados Unidos | 25-22 | 25-19 | 25-14 | -     | -     | 75–55   | P2      |
| 12 de septiembre | 18:00 | Rusia          | 3–0  | Argentina      | 25-18 | 25-23 | 25-20 | -     | -     | 75–61   | P2      |
| 13 de septiembre | 15:00 | Argentina      | 3–1  | Polonia        | 32-30 | 16-25 | 26-24 | 25-20 | -     | 99–99   | P2      |
| 13 de septiembre | 18:00 | Estados Unidos | 0–3  | Rusia          | 17-25 | 17-25 | 15-25 | -     | -     | 49–75   | P2      |

#### Grupo C
| Pos. | Equipo | Partidos | Partidos | Partidos | Pts. | Sets | Sets | Sets  | Puntos | Puntos | Puntos |
| Pos. | Equipo | PJ       | PG       | PP       | Pts. | SG   | SP   | DS    | PG     | PP     | DP     |
| ---- | ------ | -------- | -------- | -------- | ---- | ---- | ---- | ----- | ------ | ------ | ------ |
| 1    | Brasil | 3        | 3        | 0        | 9    | 9    | 1    | 9.000 | 249    | 197    | 1.263  |
| 2    | China  | 3        | 2        | 1        | 6    | 7    | 4    | 1.750 | 262    | 234    | 1.119  |
| 3    | Irán   | 3        | 1        | 2        | 3    | 4    | 7    | 0.571 | 224    | 247    | 0.906  |
| 4    | Cuba   | 3        | 0        | 3        | 0    | 1    | 9    | 0.111 | 186    | 243    | 0.765  |

| Fecha            | Hora  | Equipo 1 | Res. | Equipo 2 | Set 1 | Set 2 | Set 3 | Set 4 | Set 5 | Total | Reporte |
| ---------------- | ----- | -------- | ---- | -------- | ----- | ----- | ----- | ----- | ----- | ----- | ------- |
| 11 de septiembre | 13:00 | Brasil   | 3–0  | Cuba     | 25-21 | 25-18 | 25-15 | -     | -     | 75–54 | P2      |
| 11 de septiembre | 20:00 | Irán     | 1–3  | China    | 21-25 | 14-25 | 25-19 | 21-25 | -     | 81–94 | P2      |
| 12 de septiembre | 13:00 | Cuba     | 0–3  | China    | 20-25 | 16-25 | 18-25 | -     | -     | 54–75 | P2      |
| 12 de septiembre | 20:00 | Brasil   | 3–0  | Irán     | 25-11 | 25-18 | 25-21 | -     | -     | 75–50 | P2      |
| 13 de septiembre | 13:00 | Irán     | 3–1  | Cuba     | 18-25 | 25-17 | 25-18 | 25-18 | -     | 93–78 | P2      |
| 13 de septiembre | 20:00 | China    | 1–3  | Brasil   | 24-26 | 22-25 | 25-23 | 22-25 | -     | 93–99 | P2      |

#### Grupo D
| Pos. | Equipo    | Partidos | Partidos | Partidos | Pts. | Sets | Sets | Sets  | Puntos | Puntos | Puntos |
| Pos. | Equipo    | PJ       | PG       | PP       | Pts. | SG   | SP   | Ratio | PG     | PP     | Ratio  |
| ---- | --------- | -------- | -------- | -------- | ---- | ---- | ---- | ----- | ------ | ------ | ------ |
| 1    | Italia    | 3        | 3        | 0        | 9    | 9    | 2    | 4.500 | 275    | 226    | 1.216  |
| 2    | Eslovenia | 3        | 2        | 1        | 5    | 7    | 6    | 1.166 | 292    | 300    | 0.973  |
| 3    | Francia   | 3        | 1        | 2        | 4    | 5    | 7    | 0.714 | 265    | 282    | 0.939  |
| 4    | Japón     | 3        | 0        | 3        | 0    | 3    | 9    | 0.333 | 269    | 293    | 0.918  |

| Fecha            | Hora  | Equipo 1  | Res. | Equipo 2  | Set 1 | Set 2 | Set 3 | Set 4 | Set 5 | Total   | Reporte |
| ---------------- | ----- | --------- | ---- | --------- | ----- | ----- | ----- | ----- | ----- | ------- | ------- |
| 11 de septiembre | 15:00 | Italia    | 3–1  | Eslovenia | 22-25 | 25-21 | 25-20 | 25-20 | -     | 97–86   | P2      |
| 11 de septiembre | 18:00 | Francia   | 3–1  | Japón     | 25-23 | 26-24 | 22-25 | 25-21 | -     | 98–93   | P2      |
| 12 de septiembre | 15:00 | Eslovenia | 3–1  | Japón     | 17-25 | 25-23 | 25-21 | 25-22 | -     | 92–91   | P2      |
| 12 de septiembre | 18:00 | Italia    | 3–0  | Francia   | 25-13 | 25-23 | 25-19 | -     | -     | 75–55   | P2      |
| 13 de septiembre | 15:00 | Francia   | 2–3  | Eslovenia | 22-25 | 22-25 | 25-21 | 25-23 | 18-20 | 112–114 | P2      |
| 13 de septiembre | 18:00 | Japón     | 1–3  | Italia    | 20-25 | 25-23 | 28-30 | 12-25 | -     | 85–103  | P2      |

### Segunda ronda
– Clasificados a las Semifinales.      – Clasificados a las Semifinales 5.° al 8.° puesto.      – Clasificados a las Semifinales 9.° al 12.° puesto.      – Clasificados a las Semifinales 13.° al 16.° puesto.

#### Grupo E
| Pos. | Equipo    | Partidos | Partidos | Partidos | Pts. | Sets | Sets | Sets  | Puntos | Puntos | Puntos |
| Pos. | Equipo    | PJ       | PG       | PP       | Pts. | SG   | SP   | Ratio | PG     | PP     | Ratio  |
| ---- | --------- | -------- | -------- | -------- | ---- | ---- | ---- | ----- | ------ | ------ | ------ |
| 1    | Argentina | 3        | 3        | 0        | 9    | 9    | 0    | MAX   | 233    | 191    | 1.219  |
| 2    | Brasil    | 3        | 2        | 1        | 5    | 6    | 6    | 1.000 | 263    | 255    | 1.031  |
| 3    | Turquía   | 3        | 1        | 2        | 3    | 5    | 8    | 0.625 | 275    | 290    | 0.948  |
| 4    | Eslovenia | 3        | 0        | 3        | 1    | 3    | 9    | 0.333 | 248    | 283    | 0.876  |

| Fecha            | Hora  | Equipo 1  | Res. | Equipo 2  | Set 1 | Set 2 | Set 3 | Set 4 | Set 5 | Total   | Reporte |
| ---------------- | ----- | --------- | ---- | --------- | ----- | ----- | ----- | ----- | ----- | ------- | ------- |
| 15 de septiembre | 13:00 | Turquía   | 3–2  | Eslovenia | 20-25 | 20-25 | 26-24 | 26-24 | 16-14 | 108–112 | P2      |
| 15 de septiembre | 15:00 | Argentina | 3–0  | Brasil    | 29-27 | 25-18 | 25-19 | -     | -     | 79–64   | P2      |
| 16 de septiembre | 18:00 | Eslovenia | 1–3  | Brasil    | 20-25 | 25-21 | 21-25 | 9-25  | -     | 75–96   | P2      |
| 16 de septiembre | 20:00 | Turquía   | 0–3  | Argentina | 21-25 | 22-25 | 23-25 | -     | -     | 66–75   | P2      |
| 17 de septiembre | 13:00 | Argentina | 3–0  | Eslovenia | 25-18 | 25-16 | 29-27 | -     | -     | 79–61   | P2      |
| 17 de septiembre | 18:00 | Brasil    | 3–2  | Turquía   | 25-22 | 25-20 | 18-25 | 20-25 | 15-9  | 103–101 | P2      |

#### Grupo F
| Pos. | Equipo | Partidos | Partidos | Partidos | Pts. | Sets | Sets | Sets  | Puntos | Puntos | Puntos |
| Pos. | Equipo | PJ       | PG       | PP       | Pts. | SG   | SP   | Ratio | PG     | PP     | Ratio  |
| ---- | ------ | -------- | -------- | -------- | ---- | ---- | ---- | ----- | ------ | ------ | ------ |
| 1    | Rusia  | 3        | 3        | 0        | 9    | 9    | 1    | 9.000 | 251    | 192    | 1.307  |
| 2    | China  | 3        | 2        | 1        | 6    | 6    | 3    | 2.000 | 203    | 187    | 1.085  |
| 3    | Italia | 3        | 1        | 2        | 3    | 3    | 7    | 0.428 | 233    | 249    | 0.935  |
| 4    | Canadá | 3        | 0        | 3        | 0    | 2    | 9    | 0.222 | 226    | 285    | 0.792  |

| Fecha            | Hora  | Equipo 1 | Res. | Equipo 2 | Set 1 | Set 2 | Set 3 | Set 4 | Set 5 | Total  | Reporte |
| ---------------- | ----- | -------- | ---- | -------- | ----- | ----- | ----- | ----- | ----- | ------ | ------- |
| 15 de septiembre | 18:00 | Canadá   | 1–3  | Italia   | 39-37 | 19-25 | 19-25 | 19-25 | -     | 96–112 | P2      |
| 15 de septiembre | 20:00 | Rusia    | 3–0  | China    | 25-12 | 25-19 | 25-22 | -     | -     | 75–53  | P2      |
| 16 de septiembre | 13:00 | Italia   | 0–3  | China    | 20-25 | 17-25 | 22-25 | -     | -     | 59–75  | P2      |
| 16 de septiembre | 15:00 | Canadá   | 1–3  | Rusia    | 21-25 | 20-25 | 25-23 | 11-25 | -     | 77–98  | P2      |
| 17 de septiembre | 15:00 | China    | 3–0  | Canadá   | 25-16 | 25-16 | 25-21 | -     | -     | 75–53  | P2      |
| 17 de septiembre | 20:00 | Rusia    | 3–0  | Italia   | 25-20 | 28-26 | 25-16 | -     | -     | 78–62  | P2      |

#### Grupo G
| Pos. | Equipo         | Partidos | Partidos | Partidos | Pts. | Sets | Sets | Sets  | Puntos | Puntos | Puntos |
| Pos. | Equipo         | PJ       | PG       | PP       | Pts. | SG   | SP   | Ratio | PG     | PP     | Ratio  |
| ---- | -------------- | -------- | -------- | -------- | ---- | ---- | ---- | ----- | ------ | ------ | ------ |
| 1    | Estados Unidos | 3        | 3        | 0        | 8    | 9    | 3    | 3.000 | 278    | 254    | 1.094  |
| 2    | Irán           | 3        | 2        | 1        | 7    | 8    | 4    | 2.000 | 276    | 250    | 1.104  |
| 3    | Japón          | 3        | 1        | 2        | 3    | 5    | 6    | 0.833 | 256    | 238    | 1.075  |
| 4    | México         | 3        | 0        | 3        | 0    | 0    | 9    | 0.000 | 157    | 225    | 0.697  |

| Fecha            | Hora  | Equipo 1       | Res. | Equipo 2       | Set 1 | Set 2 | Set 3 | Set 4 | Set 5 | Total   | Reporte |
| ---------------- | ----- | -------------- | ---- | -------------- | ----- | ----- | ----- | ----- | ----- | ------- | ------- |
| 15 de septiembre | 15:00 | Estados Unidos | 3–2  | Irán           | 25-19 | 21-25 | 25-22 | 24-26 | 16-14 | 111–106 | P2      |
| 15 de septiembre | 20:00 | México         | 0–3  | Japón          | 20-25 | 16-25 | 15-25 | -     | -     | 51–75   | P2      |
| 16 de septiembre | 18:00 | Japón          | 1–3  | Irán           | 25-27 | 25-18 | 19-25 | 21-25 | -     | 90–95   | P2      |
| 16 de septiembre | 20:00 | México         | 0–3  | Estados Unidos | 23-25 | 17-25 | 17-25 | -     | -     | 57–75   | P2      |
| 17 de septiembre | 13:00 | Estados Unidos | 3–1  | Japón          | 25-23 | 17-25 | 25-20 | 25-23 | -     | 92–91   | P2      |
| 17 de septiembre | 20:00 | Irán           | 3–0  | México         | 25-19 | 25-14 | 25-16 | -     | -     | 75–49   | P2      |

#### Grupo H
| Pos. | Equipo  | Partidos | Partidos | Partidos | Pts. | Sets | Sets | Sets  | Puntos | Puntos | Puntos |
| Pos. | Equipo  | PJ       | PG       | PP       | Pts. | SG   | SP   | Ratio | PG     | PP     | Ratio  |
| ---- | ------- | -------- | -------- | -------- | ---- | ---- | ---- | ----- | ------ | ------ | ------ |
| 1    | Polonia | 3        | 3        | 0        | 8    | 9    | 4    | 2.250 | 312    | 275    | 1.134  |
| 2    | Francia | 3        | 2        | 1        | 6    | 7    | 4    | 1.750 | 251    | 245    | 1.024  |
| 3    | Cuba    | 3        | 1        | 2        | 4    | 6    | 7    | 0.857 | 292    | 290    | 1.006  |
| 4    | Egipto  | 3        | 0        | 3        | 0    | 2    | 9    | 0.222 | 225    | 270    | 0.833  |

| Fecha            | Hora  | Equipo 1 | Res. | Equipo 2 | Set 1 | Set 2 | Set 3 | Set 4 | Set 5 | Total   | Reporte |
| ---------------- | ----- | -------- | ---- | -------- | ----- | ----- | ----- | ----- | ----- | ------- | ------- |
| 15 de septiembre | 13:00 | Polonia  | 3–2  | Cuba     | 25-20 | 30-32 | 16-25 | 25-20 | 15-12 | 111–109 | P2      |
| 15 de septiembre | 18:00 | Egipto   | 0–3  | Francia  | 15-25 | 19-25 | 22-25 | -     | -     | 56–75   | P2      |
| 16 de septiembre | 13:00 | Francia  | 3–1  | Cuba     | 25-23 | 25-22 | 19-25 | 25-16 | -     | 94–86   | P2      |
| 16 de septiembre | 16:00 | Egipto   | 1–3  | Polonia  | 25-23 | 21-25 | 21-25 | 17-25 | -     | 84–98   | P2      |
| 17 de septiembre | 15:00 | Cuba     | 3–1  | Egipto   | 25-18 | 25-21 | 22-25 | 25-21 | -     | 97–85   | P2      |
| 17 de septiembre | 18:00 | Polonia  | 3–1  | Francia  | 25-16 | 25-17 | 28-30 | 25-19 | -     | 103–82  | P2      |

### Ronda final

#### Clasificación 13.º al 16.º puesto
|  | Semifinales 13.º al 16.º puesto | Semifinales 13.º al 16.º puesto |   |        | Partido 13.º y 14.º puesto | Partido 13.º y 14.º puesto |  |
|  |                                 |                                 |   |        |                            |                            |  |
|  |                                 |                                 |   |        |                            |                            |  |
|  | Japón                           | 3                               |   |        |                            |                            |  |
|  | Egipto                          | 1                               |   |        |                            |                            |  |
|  |                                 |                                 |   |        |                            |                            |  |
|  |                                 |                                 |   |        |                            |                            |  |
|  |                                 |                                 |   |        | Japón                      | 0                          |  |
|  |                                 | Cuba                            | 3 |        |                            |                            |  |
|  |                                 |                                 |   |        |                            |                            |  |
|  |                                 |                                 |   |        |                            |                            |  |
|  |                                 |                                 |   |        | Partido 15.º y 16.º puesto |                            |  |
|  |                                 |                                 |   |        |                            |                            |  |
|  | Cuba                            | 3                               |   | Egipto | 3                          |                            |  |
|  | México                          | 0                               |   |        | México                     | 0                          |  |

##### Semifinales 13.º al 16.º puesto
| Fecha            | Hora  | Equipo 1 | Res. | Equipo 2 | Set 1 | Set 2 | Set 3 | Set 4 | Set 5 | Total  | Reporte |
| ---------------- | ----- | -------- | ---- | -------- | ----- | ----- | ----- | ----- | ----- | ------ | ------- |
| 19 de septiembre | 13:00 | Japón    | 3–1  | Egipto   | 25-18 | 27-29 | 25-21 | 25-20 | -     | 102–88 | P2      |
| 19 de septiembre | 15:00 | Cuba     | 3–0  | México   | 25-19 | 25-23 | 25-22 | -     | -     | 75–64  | P2      |

##### Partido por el 15.º y 16.º puesto
| Fecha            | Hora  | Equipo 1 | Res. | Equipo 2 | Set 1 | Set 2 | Set 3 | Set 4 | Set 5 | Total | Reporte |
| ---------------- | ----- | -------- | ---- | -------- | ----- | ----- | ----- | ----- | ----- | ----- | ------- |
| 20 de septiembre | 11:00 | Egipto   | 3–0  | Canadá   | 27-25 | 25-19 | 25-21 | -     | -     | 77–65 | P2      |

##### Partido por el 13.º y 14.º puesto
| Fecha            | Hora  | Equipo 1 | Res. | Equipo 2 | Set 1 | Set 2 | Set 3 | Set 4 | Set 5 | Total | Reporte |
| ---------------- | ----- | -------- | ---- | -------- | ----- | ----- | ----- | ----- | ----- | ----- | ------- |
| 20 de septiembre | 13:00 | Japón    | 0–3  | Cuba     | 21-25 | 19-25 | 16-25 | -     | -     | 56–75 | P2      |

#### Clasificación 9.º al 12.º puesto
|  | Semifinales 9.º al 12.º puesto | Semifinales 9.º al 12.º puesto |   |                | Partido 9.º y 10.º puesto  | Partido 9.º y 10.º puesto |  |
|  |                                |                                |   |                |                            |                           |  |
|  |                                |                                |   |                |                            |                           |  |
|  | Estados Unidos                 | 1                              |   |                |                            |                           |  |
|  | Francia                        | 3                              |   |                |                            |                           |  |
|  |                                |                                |   |                |                            |                           |  |
|  |                                |                                |   |                |                            |                           |  |
|  |                                |                                |   |                | Francia                    | 0                         |  |
|  |                                | Polonia                        | 3 |                |                            |                           |  |
|  |                                |                                |   |                |                            |                           |  |
|  |                                |                                |   |                |                            |                           |  |
|  |                                |                                |   |                | Partido 11.º y 12.º puesto |                           |  |
|  |                                |                                |   |                |                            |                           |  |
|  | Polonia                        | 3                              |   | Estados Unidos | 3                          |                           |  |
|  | Irán                           | 1                              |   |                | Irán                       | 2                         |  |

##### Semifinales 9.º al 12.º puesto
| Fecha            | Hora  | Equipo 1       | Res. | Equipo 2 | Set 1 | Set 2 | Set 3 | Set 4 | Set 5 | Total | Reporte |
| ---------------- | ----- | -------------- | ---- | -------- | ----- | ----- | ----- | ----- | ----- | ----- | ------- |
| 19 de septiembre | 18:00 | Estados Unidos | 1–3  | Francia  | 22-25 | 20-25 | 25-16 | 21-25 | -     | 88–91 | P2      |
| 19 de septiembre | 20:00 | Polonia        | 3–1  | Irán     | 21-25 | 25-21 | 25-22 | 25-19 | -     | 96–87 | P2      |

##### Partido por el 11.º y 12.º puesto
| Fecha            | Hora  | Equipo 1       | Res. | Equipo 2 | Set 1 | Set 2 | Set 3 | Set 4 | Set 5 | Total | Reporte |
| ---------------- | ----- | -------------- | ---- | -------- | ----- | ----- | ----- | ----- | ----- | ----- | ------- |
| 20 de septiembre | 16:00 | Estados Unidos | 3–2  | Irán     | 25-18 | 25-18 | 21-25 | 12-25 | 15-10 | 98–96 | P2      |

##### Partido por el 9.º y 10.º puesto
| Fecha            | Hora  | Equipo 1 | Res. | Equipo 2 | Set 1 | Set 2 | Set 3 | Set 4 | Set 5 | Total | Reporte |
| ---------------- | ----- | -------- | ---- | -------- | ----- | ----- | ----- | ----- | ----- | ----- | ------- |
| 20 de septiembre | 18:00 | Francia  | 0–3  | Polonia  | 20-25 | 28-30 | 19-25 | -     | -     | 67–80 | P2      |

#### Clasificación 5.º al 8.º puesto
|  | Semifinales 5.º al 8.º puesto | Semifinales 5.º al 8.º puesto |   |        | Partido 5.º y 6.º puesto | Partido 5.º y 6.º puesto |  |
|  |                               |                               |   |        |                          |                          |  |
|  |                               |                               |   |        |                          |                          |  |
|  | Turquía                       | 3                             |   |        |                          |                          |  |
|  | Canadá                        | 0                             |   |        |                          |                          |  |
|  |                               |                               |   |        |                          |                          |  |
|  |                               |                               |   |        |                          |                          |  |
|  |                               |                               |   |        | Turquía                  | 0                        |  |
|  |                               | Italia                        | 3 |        |                          |                          |  |
|  |                               |                               |   |        |                          |                          |  |
|  |                               |                               |   |        |                          |                          |  |
|  |                               |                               |   |        | Partido 7.º y 8.º puesto |                          |  |
|  |                               |                               |   |        |                          |                          |  |
|  | Italia                        | 3                             |   | Canadá | 1                        |                          |  |
|  | Eslovenia                     | 1                             |   |        | Eslovenia                | 3                        |  |

##### Semifinales 5.º al 8.º puesto
| Fecha            | Hora  | Equipo 1 | Res. | Equipo 2  | Set 1 | Set 2 | Set 3 | Set 4 | Set 5 | Total | Reporte |
| ---------------- | ----- | -------- | ---- | --------- | ----- | ----- | ----- | ----- | ----- | ----- | ------- |
| 19 de septiembre | 13:00 | Turquía  | 3–0  | Canadá    | 25-23 | 25-14 | 25-16 | -     | -     | 75–53 | P2      |
| 19 de septiembre | 15:00 | Italia   | 3–1  | Eslovenia | 25-20 | 25-16 | 19-25 | 25-20 | -     | 94–81 | P2      |

##### Partido por el 7.º y 8.º puesto
| Fecha            | Hora  | Equipo 1 | Res. | Equipo 2  | Set 1 | Set 2 | Set 3 | Set 4 | Set 5 | Total | Reporte |
| ---------------- | ----- | -------- | ---- | --------- | ----- | ----- | ----- | ----- | ----- | ----- | ------- |
| 20 de septiembre | 11:00 | Canadá   | 1–3  | Eslovenia | 25-23 | 18-25 | 18-25 | 11-25 | -     | 72–98 | P2      |

##### Partido por el 5.º y 6.º puesto
| Fecha            | Hora  | Equipo 1 | Res. | Equipo 2 | Set 1 | Set 2 | Set 3 | Set 4 | Set 5 | Total | Reporte |
| ---------------- | ----- | -------- | ---- | -------- | ----- | ----- | ----- | ----- | ----- | ----- | ------- |
| 20 de septiembre | 13:00 | Turquía  | 0–3  | Italia   | 22-25 | 17-25 | 16-25 | -     | -     | 55–75 | P2      |

#### Clasificación1.eral 4.º puesto
|  | Semifinales | Semifinales |   |       | Final                     | Final |  |
|  |             |             |   |       |                           |       |  |
|  |             |             |   |       |                           |       |  |
|  | Argentina   | 3           |   |       |                           |       |  |
|  | China       | 0           |   |       |                           |       |  |
|  |             |             |   |       |                           |       |  |
|  |             |             |   |       |                           |       |  |
|  |             |             |   |       | Argentina                 | 2     |  |
|  |             | Rusia       | 3 |       |                           |       |  |
|  |             |             |   |       |                           |       |  |
|  |             |             |   |       |                           |       |  |
|  |             |             |   |       | Partido 3.er y 4.º puesto |       |  |
|  |             |             |   |       |                           |       |  |
|  | Rusia       | 3           |   | China | 3                         |       |  |
|  | Brasil      | 1           |   |       | Brasil                    | 1     |  |

##### Semifinales
| Fecha            | Hora  | Equipo 1  | Res. | Equipo 2 | Set 1 | Set 2 | Set 3 | Set 4 | Set 5 | Total | Reporte |
| ---------------- | ----- | --------- | ---- | -------- | ----- | ----- | ----- | ----- | ----- | ----- | ------- |
| 19 de septiembre | 18:00 | Argentina | 3–0  | China    | 25-22 | 26-24 | 25-14 | -     | -     | 76–60 | P2      |
| 19 de septiembre | 20:00 | Rusia     | 3–1  | Brasil   | 25-23 | 25-21 | 18-25 | 25-21 | -     | 93–90 | P2      |

##### Partido por el3.ery 4.º puesto
| Fecha            | Hora  | Equipo 1 | Res. | Equipo 2 | Set 1 | Set 2 | Set 3 | Set 4 | Set 5 | Total  | Reporte |
| ---------------- | ----- | -------- | ---- | -------- | ----- | ----- | ----- | ----- | ----- | ------ | ------- |
| 20 de septiembre | 16:00 | China    | 3–1  | Brasil   | 25-19 | 25-21 | 27-29 | 25-21 | -     | 102–90 | P2      |

##### Final
| Fecha            | Hora  | Equipo 1  | Res. | Equipo 2 | Set 1 | Set 2 | Set 3 | Set 4 | Set 5 | Total  | Reporte |
| ---------------- | ----- | --------- | ---- | -------- | ----- | ----- | ----- | ----- | ----- | ------ | ------- |
| 20 de septiembre | 18:00 | Argentina | 2–3  | Rusia    | 25-20 | 25-18 | 16-25 | 21-25 | 11-15 | 98–103 | P2      |